# Presidente de Filipinas
El presidente de Filipinas (Pangulo ng Pilipinas o informalmente Presidente ng Pilipinas en filipino) es el jefe de Estado, jefe del Gobierno, jefe del poder ejecutivo y comandante en jefe de las Fuerzas Armadas de la República de Filipinas.  En la historia oficial de Filipinas, hay 16 presidentes desde el año 1898, con el liderazgo de Emilio Aguinaldo en el tiempo de Primera República Filipina.
Los medios de comunicación usualmente se refieren al presidente filipino como Pangulo, y "Presidente" en el uso coloquial. El presidente es elegido por sufragio universal para un mandato de seis años, sin posibilidad de reelección. 

## Nomenclatura local
En idioma filipino, el término para referirse al Presidente es Pangulo. En el resto de los idiomas de Filipinas, tales como las lenguas bisayas, es más común el término Presidente (en español).

## Historia

### Primera República: 1898-1902

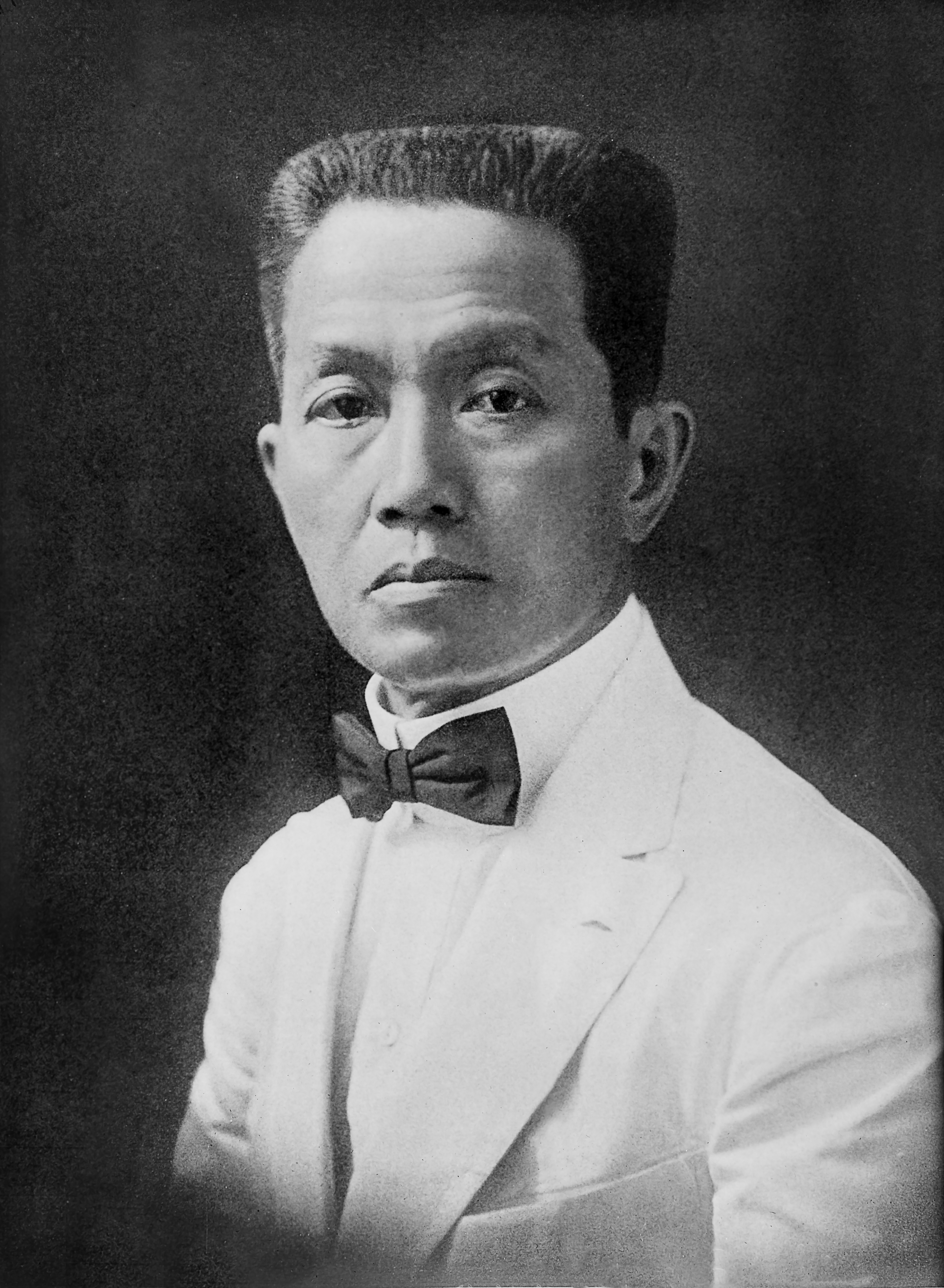
Emilio Aguinaldo fue el primer presidente de Filipinas, y el primer presidente de una república constitucional en el Sudeste Asiático.

En marzo de 1897, durante la revolución filipina contra el Imperio español, Emilio Aguinaldo fue elegido Presidente del gobierno revolucionario en la Convención Tejeros. El nuevo gobierno estaba destinado a reemplazar a la Suprema y Venerable Asociación de los Hijos del Pueblo, aunque claro está, este no sería disuelto sino hasta 1899, Aguinaldo fue nuevamente elegido presidente en Biak-na-Bato en noviembre, lo que llevó a la creación de la República de Biak-na-Bato. Tras la derrota ante las fuerzas españolas, y el restablecimiento de la Capitanía General de Filipinas, Aguinaldo firmó el Pacto de Biak-na-Bato y se exilió en Hong Kong a finales de 1897.

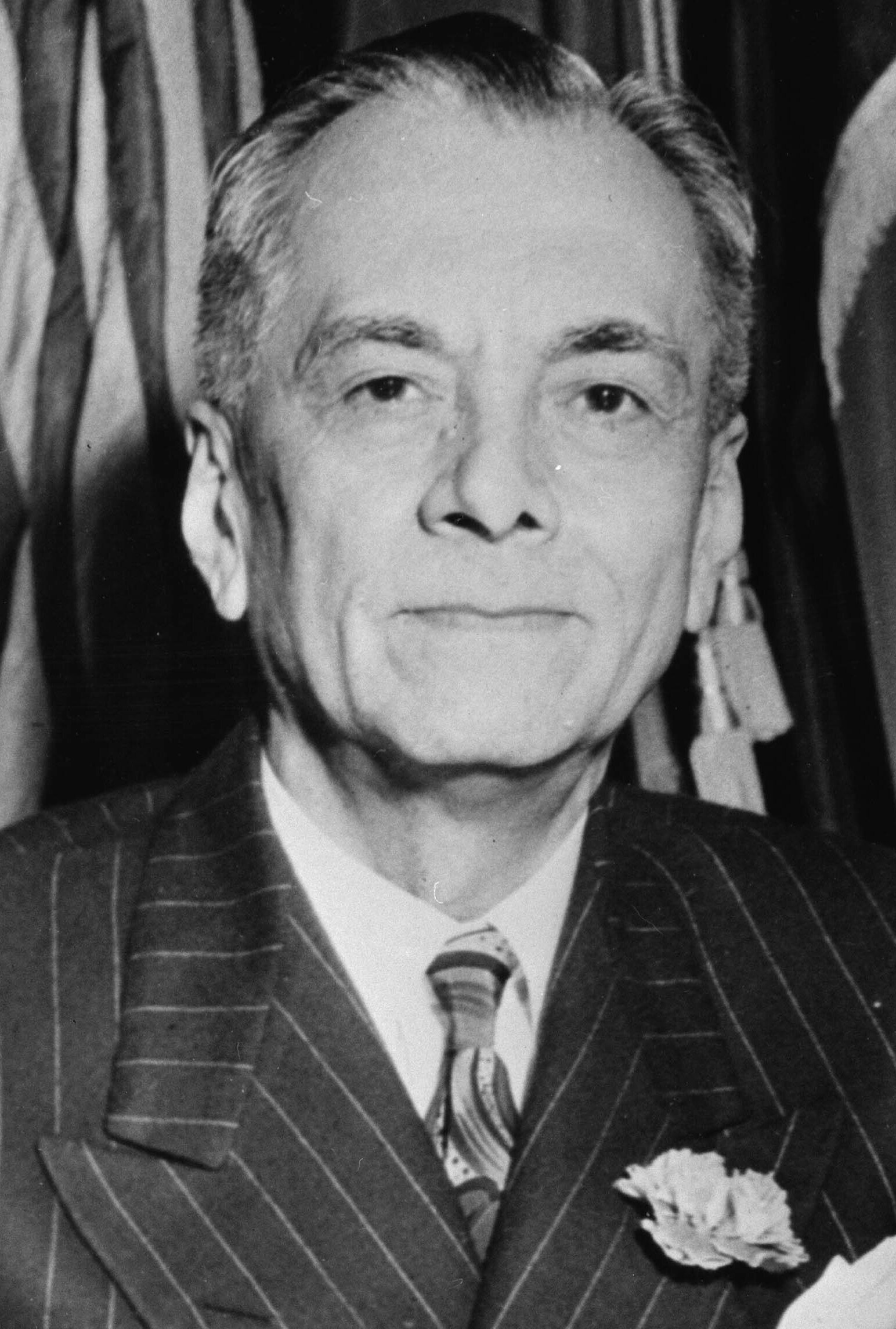
Manuel Luis Quezón, segundo Presidente de Filipinas entre 1935-1942, sería depuesto por la invasión japonesa y moriría en el exilio en 1944.

En abril de 1898, estalló la guerra hispano-estadounidense y el Escuadrón Asiático de la Marina de los Estados Unidos se embarcó hacia las Filipinas. El 1 de mayo de 1898, la Marina estadounidense dio a la Armada Española una derrota decisiva en la Batalla de la Bahía de Manila, poniendo fin de forma definitiva a la dominación española en Filipinas. Aguinaldo regresó al país a bordo de un buque de la Marina estadounidense y renovó la revolución. Formó un nuevo gobierno el 24 de mayo de 1898 y el 12 de junio emitió la Declaración de Independencia de Filipinas. Fue ratificado como Primer Presidente de la República Filipina el 23 de enero de 1899 (aunque ya ejercía la jefatura de estado desde la declaración de independencia). La Primera República Filipina era un gobierno constituido por el Congreso de Malolos bajo la llamada Constitución de Malolos, en consecuencia, el gobierno sería históricamente conocido como República de Malolos. La constitución era profundamente parlamentaria, y a pesar de que el Poder Ejecutivo descansaba en el presidente, este estaba en gran medida subordinado al Poder Legislativo, que tenía el poder para elegirlo y revocar su mandato.
La Primera República Filipina fue de corta duración y nunca reconocida internacionalmente. La dominación de las Filipinas fue trasladada del control español al control estadounidense por el Tratado de París de 1898, firmado en diciembre de ese año, junto con Cuba y Puerto Rico. La guerra filipino-estadounidense estalló entonces entre los Estados Unidos y el gobierno de Aguinaldo. El gobierno de Aguinaldo dejó de existir el 1 de abril de 1901, después de que el mandatario prometiera lealtad al gobierno estadounidense tras su captura por las fuerzas invasoras en marzo.
En la actualidad, el gobierno de Filipinas reconoce a Aguinaldo como su Primer Presidente, siendo el único jefe de Estado filipino previo a 1935 en ser reconocido como tal.
Tras el derrocamiento de Aguinaldo, existieron varios jefes de Estado interinos. Miguel Malvar, mantuvo el liderazgo de la República Filipina de Aguinaldo después de la captura de este último hasta su propia captura en 1902, mientras que Macario Sakay fundó una República Tagala en 1902 como un estado continuo de Katipunan de Andrés Bonifacio. Ambos son considerados por algunos estudiosos como "presidentes no oficiales", y junto con Bonifacio, no son reconocidos históricamente como presidentes por el gobierno filipino.

### Mancomunidad Filipina: 1935-1942
Entre 1901 y 1935, el poder ejecutivo en las Filipinas era ejercido por una sucesión de cuatro militares estadounidenses, Gobernadores Generales, y once gobernadores generales civiles. Tras el acuerdo para una independencia gradual de diez años del archipiélago, en octubre de 1935, fue elegido mediante sufragio universal Manuel L. Quezón como Presidente de la Mancomunidad Filipina que había sido establecida bajo una constitución ratificada el 14 de mayo de ese año. Inicialmente el mandato era de seis años sin posibilidad de reelección, pero la constitución fue modificada en 1940 para permitirle a Quezón la reelección, reduciendo el mandato a cuatro años.  Cuando el presidente Quezón se exilió en los Estados Unidos después de que las Filipinas cayeron ante el Imperio del Japón en la Segunda Guerra Mundial, nombró al Presidente del Tribunal Supremo José Abad Santos como Presidente en funciones y, como interino Comandante en Jefe de las Fuerzas Armadas. Abad Santos fue ejecutado posteriormente por el Ejército Imperial Japonés el 2 de mayo de 1942. Teóricamente, Quezón continuó siendo Presidente de jure en el exilio hasta su muerte en agosto de 1944.

### Segunda República Filipina: 1942-1945
El 14 de octubre de 1943, luego de un año de gobierno provisional bajo el yugo japonés, se estableció la Segunda República Filipina con una constitución unipartidista impuesta por Japón. José P. Laurel, Juez Asociado del Tribunal Supremo de Filipinas, había recibido órdenes de Quezón de permanecer en Manila mientras él establecía un gobierno en el exilio en los Estados Unidos. Laurel disolvió la Segunda República el 17 de agosto de 1945, tras la rendición de Japón. En la actualidad, a pesar de haber sido juzgado por cargos de colaboracionismo y traición, siendo liberado por una amnistía presidencial, y a la supuesta falta de autonomía de su régimen, debido a la ocupación japonesa, Laurel fue reconocido como tercer Presidente de Filipinas por el gobierno de Diosdado Macapagal y mantiene después de su muerte la dignidad de antiguo jefe de Estado.
Tras el fin de la ocupación japonesa, la constitución previa fue restaurada, bajo la presidencia de Sergio Osmeña (presidente en el exilio tras la muerte de Quezón el 1 de agosto de 1944), y Estados Unidos reconoció formalmente la independencia de la República de Filipinas como un estado soberano e independiente el 4 de julio de 1946.

### Tras la independencia: 1946-presente
La constitución de 1935 se mantuvo vigente hasta su reemplazo en 1973 por una impuesta por el dictador Ferdinand Marcos. La nueva constitución era en teoría parlamentaria, pero en la práctica Marcos retuvo el poder en sus manos hasta su derrocamiento por la Revolución EDSA en 1986, asumiendo la Presidencia Corazón Aquino.
Tras gobernar por decreto durante la primera parte de su mandato y como presidente instalada por medios revolucionarios, Corazón Aquino emitió la Proclamación N.º 3 el 25 de marzo de 1986, que derogó muchas de las disposiciones de la Constitución de 1973, y a continuación, incluía las disposiciones relacionadas con la régimen de Marcos, que dio los poderes legislativos Presidente, así como el legislativo unicameral llamado el Batasang Pambansa (literalmente Legislatura Nacional en filipino). A menudo llamada la "Constitución de la Libertad", el anuncio retenía sólo partes de la Constitución de 1973 que eran esenciales para un retorno a la democracia, como la declaración de derechos. Esta constitución fue reemplazada el 2 de febrero de 1987 por la presente constitución.

## Expresidentes vivos
Actualmente, hay tres expresidentes vivos. La muerte más reciente de un expresidente fue Fidel V. Ramos (1992-1998) a la edad de 94 años. 

Expresidentes vivos
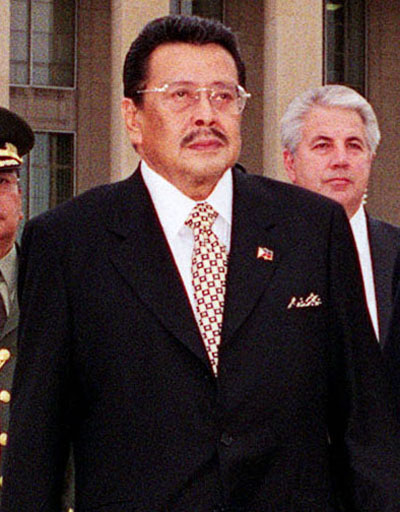
Joseph Estrada (1998-2001) Edad: 88 años
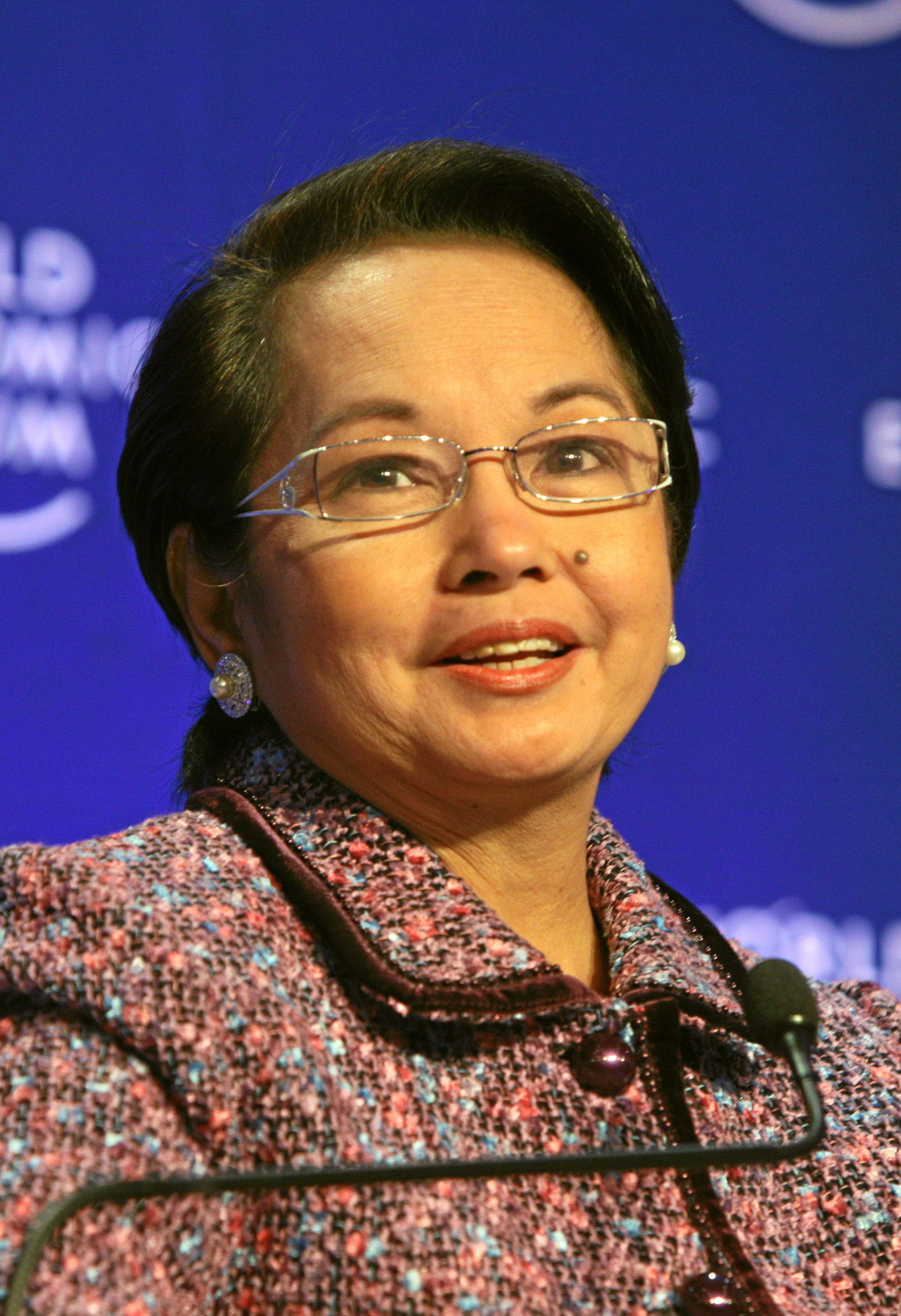
Gloria Macapagal Arroyo (2001-2010)
78 años
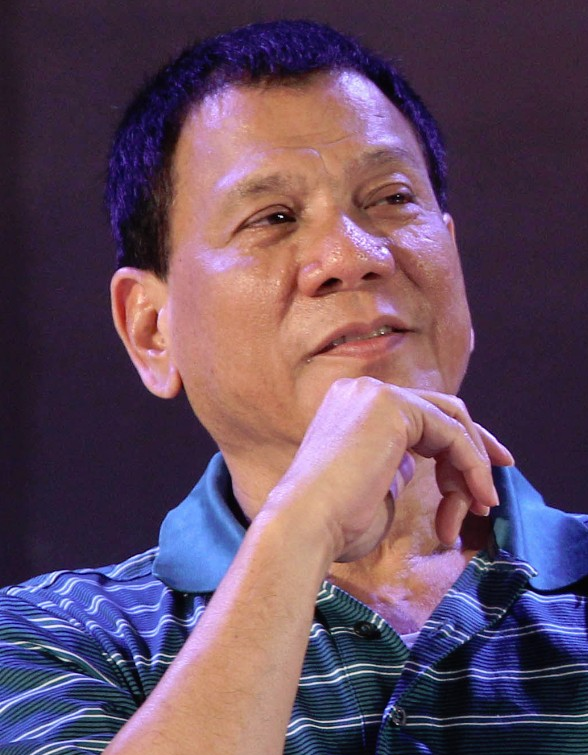
Rodrigo Duterte (2016-2022) 80 años